# 最終絶叫計画
『最終絶叫計画』（原題: Scary Movie）は、2000年のアメリカのブラック・コメディ・スラッシャー映画。監督はキーネン・アイヴォリー・ウェイアンズ、脚本はマーロン・ウェイアンズとショーン・ウェイアンズ（共に出演）が務め、アンナ・ファリス、ジョン・エイブラハムズ、カルメン・エレクトラ、シャノン・エリザベスらが出演する。ティーンエイジャーのグループが、誤って車で男性をはねてしまい、その遺体を湖に捨ててそれっきりになってしまう。1年後、ゴーストフェイスのマスクとローブを着た何者かが彼らを一人ずつ殺していく。
この映画は、ホラー映画、スラッシャー映画、ミステリー映画など複数のジャンルのパロディである。いくつかの1990年代の映画やテレビ番組もパロディ化されており、脚本は主にスラッシャー映画『スクリーム』（1996年）、『スクリーム2』（1997年）、『ラストサマー』（1997年）のプロットを踏襲している。また、『シックス・センス』（1999年）、『ブレア・ウィッチ・プロジェクト』（1999年）、『ハロウィン』（1978年）、『マトリックス』（1999年）、『シャイニング』（1980年）、『ユージュアル・サスペクツ』（1995年）などの映画も一部のシーンでパロディ化されている。
ディメンション・フィルムズが7月7日に米国で公開した『最終絶叫計画』は、1900万ドルの製作費で全世界で2億7800万ドルの興行収入を記録した。 映画「絶叫計画」シリーズの第1作目で、その後4つの続編が製作された。

## ストーリー
ハロウィンの夜、ハイスクールの美少女ドリューが“ハロウィンマスクをかぶった殺人鬼”に惨殺された。テレビカメラやレポーターが殺到し街が大騒ぎになる中、シンディ・キャンベルは不安に駆られていた。
実はドリューが殺された日のちょうど1年前、彼女は恋人のボビーや仲間のショーティー、ブレンダ、バフィ、グレッグらと共に“ドライブをしていた際に、大騒ぎをしたあげく、道路に出てきた男をはねてしまい、死体を海に投げ捨てた”という出来事があったのだった。あの出来事とドリューの死に関係あるのではと心配するシンディ。
仲間たちは関係があるわけがないときっぱり言い捨てるが、次々にその仲間たちが殺されていく。

## キャスト
※カッコ内は日本語吹き替え声優。
- シンディ・キャンベル（英語版） - アンナ・ファリス（根谷美智子）
- ボビー - ジョン・エイブラハムズ（川島得愛）
- バフィ - シャノン・エリザベス（小林優子）
- グレッグ - ロックリン・マンロー（成田剣）
- ブレンダ - レジーナ・ホール（まるたまり）
- ショーティ - マーロン・ウェイアンズ（佐藤せつじ）
- ドリュー - カルメン・エレクトラ（大原さやか）
- レイ - ショーン・ウェイアンズ（森川智之）
- ゲイル・ヘイルストーム - シェリ・オテリ（佐々木優子）
- ケニー - ダン・ジョフレ（川村拓央）
- ドゥーフィ - デイブ・シェリダン（宮本充）
- 保安官 - カート・フラー（星野充昭）
- スクイッグマン校長 - デイヴィッド・L・ランダー（仲野裕）
- シンディの父親 - リック・ダコマン

## パロディ
『最終絶叫計画』のユーモアの多くは、他の現代映画への具体的な言及に基づいている。ロジャー・イーバートはレビューの中で、「お金を払う価値を得るためには、様々なティーンエイジ・ホラーシリーズに精通している必要がある。」と語っている。脚本が最も大きく基づいている映画は、『スクリーム』（1996年）と『ラストサマー』（1997年）の2つであり、両作品の大まかな物語の流れを踏襲しながら、重要なシーンをコミカルに再現している。ティーンエイジャーたちが美女コンテストの後に誤って男性をはねてしまったというストーリーは、『ラストサマー』の導入部分と同じプロットを思い起こさせる。『スクリーム』からの主な引用としては、ゴーストフェイスのビジュアルとその正体、ドリュー・デッカーが殺害されるシークエンスが、ドリュー・バリモア演じるケイシー・ベッカーが殺害される『スクリーム』のオープニング・シーンを参考にしている。さらに、『スクリーム』と『ラストサマー』のキャラクターが本作のキャラクターにも大きく反映されており、原題の『Scary Movie』というタイトルは元々、『スクリーム』になる企画のワーキングタイトルだった。
多くのシーンやジョークは、ホラー映画のジャンル以外の他の映画をパロディしたり、参照したりしている。クライマックスにおけるシンディと犯人の戦いは、『マトリックス』を大きく模倣しており、特にバレットタイムの使用が特徴的である。ドゥーフィーが障害者を装うのをやめてゲイルと一緒に車で走り去るラストシーンは、『ユージュアル・サスペクツ』のラストシーンのパロディである。好きなホラー映画を聞かれたドリューは、シャキール・オニールの演技を理由に『ミラクル・アドベンチャー/カザーン』と答える。ボビーとのセックスでシンディが攻撃的になり、「私の名前を言って！」と唸るのは、『アメリカン・パイ』のミシェルとジムのセックスシーンに類似している。映画館のシーンでは『恋に落ちたシェイクスピア』の上映が行われ、『タイタニック』の要素を取り入れた『アミスタッド』の架空の続編『アミスタッドII』の予告編も登場する。
また、サラ・ミシェル・ゲラーが『ラストサマー』で演じたヘレン・シバーズのパロディ版が「Buffy」と名付けられているが、これは『バフィー 〜恋する十字架〜』に登場する彼女の演じるキャラクター名にちなんだものである。その他、『ドーソンズ・クリーク』や『キャンディッド・カメラ』への簡単な言及、バドワイザーの広告キャンペーン「Whassup?」のパロディなどがある。

## 製作
脚本は、ショーン・ウェイアンズとマーロン・ウェイアンズが、シットコム『ウェイアンズ・ブラザーズ』の脚本家であるバディ・ジョンソンとフィル・ボーマンと共同で開発した。 同じ頃、ミラマックスは、ジェイソン・フリードバーグとアーロン・セルツァーが脚本を担当した『スクリーム』のスピンオフ作品を開発していた。全米脚本家組合の決定により、フリードバーグとセルツァーは実際には映画の脚本を担当していないにもかかわらず、6人の脚本家全員がクレジットされた。

## 評価

### 興行成績
2000年7月7日に1912スクリーンで公開され、初週末の興行成績が4234万6669ドルとなり、初登場1位を記録した。この映画は最終的に国内で1億5701万9771ドル、その他の市場でも1億2100万ドルを稼ぎ出し、商業的に大成功を収めた。

### 批評家の反応
批評家から賛否両論を受けた。Rotten Tomatoesでは、116件のレビューから53％の支持を得て、平均評価は5.5/10となっている。Metacriticでは、32人の批評家による100点満点中48点で、「賛否両論または平均的な評価」を示している。また、CinemaScoreの調査による観客の平均評価は、A+からFのスケールで「B-」となっている。